# Miguel Iglesias
Miguel Iglesias Pino de Arce (Cajamarca, 11 giugno 1830 – Lima, 7 novembre 1909) è stato un politico e militare peruviano.
È stato Presidente del Perù dal 31 agosto al 3 dicembre 1885.

## Biografia

### La famiglia e i primi anni
Miguel Iglesias nacque nel 1830 figlio di Lorenzo e Rosa Pino. La famiglia Iglesias proveniva dalla Spagna ove era già nota nell'VIII secolo con un Alvaro, capitano d'esercito che combatté contro i Mori. All'inizio dell'Ottocento il padre di Miguel, Lorenzo Iglesias, lasciò la sua casa di Solivella in Catalogna per raggiungere i suoi tre zii che si erano stabiliti da diverso tempo in Perù ove, nei pressi del villaggio di Cajamarca, detenevano una miniera d'argento. Così facendo egli divenne erede di entrambi i suoi zii e vice prefetto di Cajamarca; amico di Simón Bolívar, combatté nel gruppo di coloni dissidenti spagnoli che supportarono l'indipendenza dei paesi latinoamericani dalla Spagna.

### L'inizio della guerriglia
Alla morte del padre, Miguel ereditò 1000 km2 di terreni acquistati dai suoi antenati in Perù, oltre alle lucrative miniere. Il suo potere nell'area e nel villaggio di Cajamarca era quello di un magnate feudale ed egli iniziò ad assoldare delle truppe personali dal 1866 durante la guerra contro la Spagna. Divenuto ufficiale dell'esercito rivoluzionario peruviano, fu presente alla vittoria del "Dos de mayo", ove ottenne il rango di Colonnello e venne nominato prefetto di Cajamarca. Nel 1874, Iglesias diede inizio ad una nuova rivoluzione contro il governo del presidente Manuele Prando, proclamandosi personalmente capo militare e politico del Perù del nord. Sebbene Iglesias avesse pensato che la sua azione potesse risultare un fallimento, egli sapeva bene che nessuno a Lima avrebbe osato contrastare il suo grande potere a Cajamarca. Per questo Iglesias fu in grado di consolidare le sue posizioni nei feudi del nord del Perù. La guerra scoppiò nel 1879 tra una coalizione del Perù alleata con la Bolivia, contro il Cile ed il Perù del sud, al punto che lo stesso Iglesias poté espandere ulteriormente la sua milizia privata.

### La guerra del Pacifico

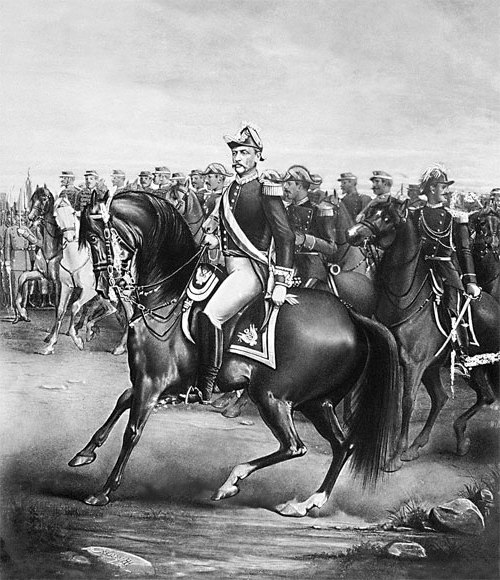
Miguel Iglesias nelle vesti di generale durante la Guerra del Pacifico

La guerra, conosciuta poi come Guerra del Pacifico, iniziò subito a propendere a sfavore del Perù. Nella campagna del novembre del 1879 la Marina peruviana si scontrò in due battaglie contro le corazzate cilene rifornite da navi inglesi; il dipartimento meridionale di Tarapacá venne perso e la professionale marina peruviana venne sconfitta. Successivamente un amico di Iglesias, Nicolás de Piérola, lanciò un colpo di Stato che ebbe successo, dichiarandosi dunque Supremo Comandante in Capo e dal 23 dicembre 1879 egli andò a rimpiazzare il presidente Prado che venne tra l'altro cacciato dallo stesso popolo che lo riteneva responsabile di non aver condotto a dovere la guerra. Uno dei battaglioni che portarono supporto a Pierola furono i "Vencedores de Cajamarca" di Iglesias e lo stesso Pierola nominò Iglesias al ruolo di Segretario della Guerra del suo nuovo governo.
Iglesias ad ogni modo non fu un politico statico, ma un coraggioso soldato. Iglesias personalmente si prese l'incarico di organizzare la difesa della capitale peruviana contro l'avanzata delle truppe cilene nel gennaio del 1881. Le principali linee difensive di Iglesias erano poste al Morro Solar, una collina appena a sud di Lima. Egli aveva a disposizione 5000 uomini, in gran parte reclutati da Cajamarca, che a sue spese erano stati allenati per difendere Lima. Dopo che la seconda divisione peruviana venne costretta a ritirarsi da San Juan, la battaglia per Lima iniziò a concentrarsi al Morro Solar. Il primo assalto cileno alla collina venne respinto ma i rinforzi cileni e l'artiglieria ebbero poi la meglio. Iglesias si trovò circondato e con un numero inferiore di uomini contro i 9000 cileni che si apprestavano al suo sbarramento. Dal momento che l'esercito regolare peruviano era stato decimato a sud, perdendo gran parte del suo moderno equipaggiamento nel processo, Iglesias disponeva solo delle armi meno avanzate e di fattura locale, fucili senza canne rigate e inferiori per gittata ai Krupps cileni. Degli uomini posti alla difesa di Morro Solar solo 280 vennero presi prigionieri. Tra gli uccisi vi fu anche il figlio di Iglesias, Alejandro, dell'età di soli 22 anni. Miguel Iglesias venne fatto prigioniero assieme a Carlos de Pierola, fratello del presidente, e Guillermo Billinghurst, Segretario di Stato. Questi tre uomini, assieme ad altri notabili peruviani, si trovarono quindi sull'orlo del plotone d'esecuzione quando l'ordine venne fermato, mantenendo vivi i prigionieri. Ancora una volta a salvare questi uomini fu l'ardore e la causa per cui combattevano: Billinghurst chiese al sergente comandante del plotone di essere portato di fronte al generale cileno Baquedano.
Dopo la sconfitta di Morro Solar, il Cile non riconobbe Pinerola come presidente e lo rimpiazzò con un presidente-fantoccio al palazzo di Lima. Tornato a Cajamarca, Iglesias continuò la sua guerra contro il Cile nel nord del Perù, assieme al generale Andres Avelino Caceres col quale combatté sulle Ande. Sulla collina di Morro Solar, Iglesias aveva dichiarato "Non la darò vinta! Combatterò finché potrò!" ed ora egli vedeva la sua missione nel "cercare di difendere ciò che il nemico gli aveva tolto". Egli ottenne una schiacciante vittoria sui cileni a San Pablo presso Cajamarca il 13 luglio 1882 ma poco dopo delle nuove forze cilene occuparono la regione con brutali rappresaglie. Dopo questa ennesima pesante sconfitta Iglesias si rese conto che la guerra dovesse volgere al termine o il Perù ne sarebbe uscito tremendamente devastato.
Iglesias, però, era convinto che l'occupazione del Perù da parte del Cile ne avrebbe fatto più una colonia cilena piuttosto che una nazione sovrana. Autoproclamatosi capo delle sue forze ancora una volta, dopo una piccola rivolta ad Ancón, poco distante da Lima, il 23 ottobre 1883 Iglesias siglò il Trattato di Ancon col quale il Perù prometteva di porre fine alle ostilità. Il Perù avrebbe pagato i danni di guerra al Cile cedendo il dipartimento di Tarapacá mentre i dipartimenti meridionali di Arica e Tacna sarebbero passati al Perù per un decennio per poi svolgere un referendum per chiedere ai cittadini locali se avessero voluto rimanere col Perù o passare al governo del Cile.

### Presidente del Perù, l'esilio ed il ritorno

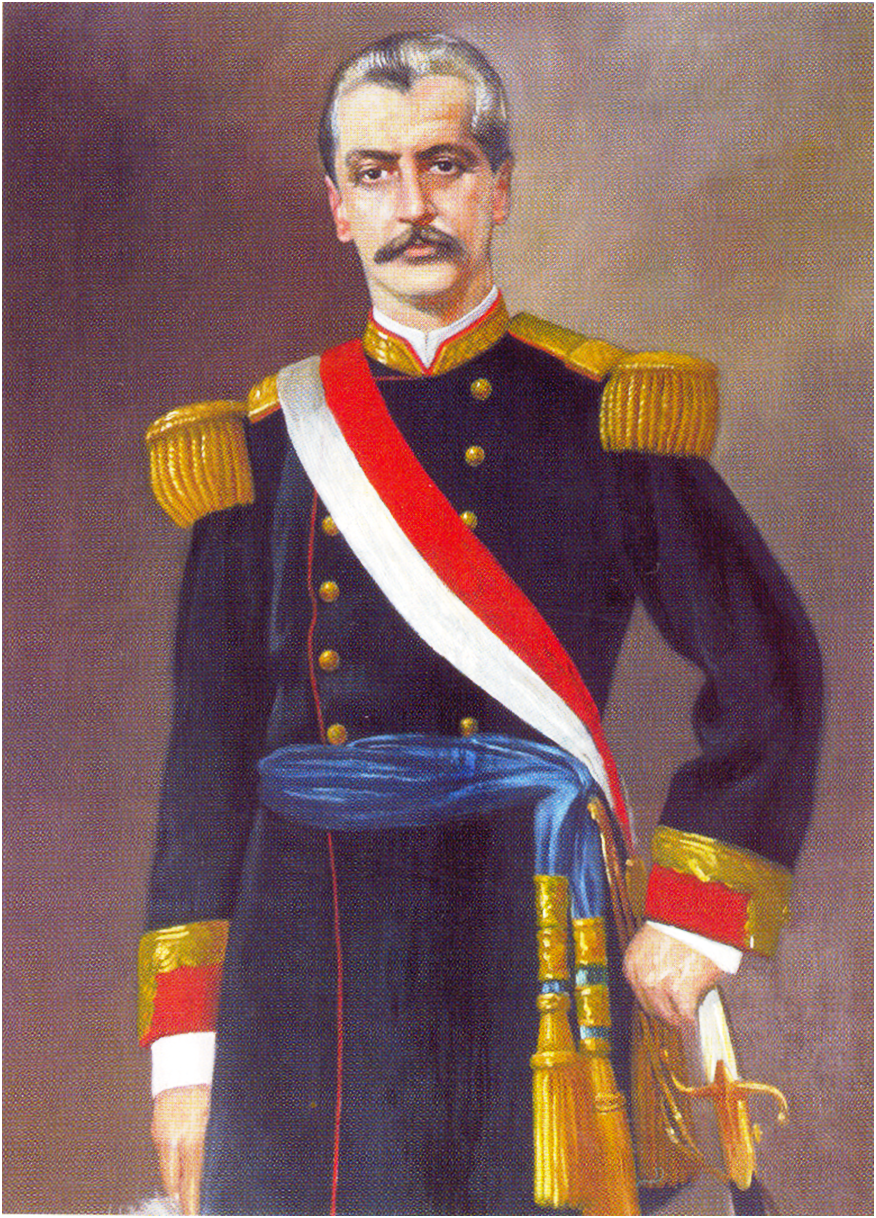
Miguel Iglesias nelle vesti di presidente del Perù in un ritratto del 1885

Quando siglò il Trattato di Ancon, Miguel Iglesias si aspettava ad ogni modo che i suoi sforzi sarebbero stati ricompensati dalla gratitudine popolare, ma impiegò due anni per capire che il suo popolo non poteva essere grato all'uomo responsabile della loro sostanziale sconfitta. Iglesias iniziò il restauro della biblioteca nazionale che era stata saccheggiata dai cileni, ma non trovò la fortumla per ricostruire le istituzioni politiche del Perù. Avendo dilapidato le finanze statali, Iglesias iniziò ad utilizzare misure repressive per zittire l'opposizione che gli si opponeva. Il 27 agosto 1884 scoppiò una nuova guerriglia contro Lima ed in direzione del palazzo presidenziale. La tenacia difesa di Iglesias fu in grado di respingere gli attacchi ma questi tornarono a Lima l'anno successivo. Questa volta fu la popolazione stessa di Lima a opporsi ai guerriglieri e Iglesias capì di avere perso il supporto popolare. Decidendo di evitare ulteriori spargimenti di sengue, Iglesias rinunciò alla presidenza nel dicembre del 1885 e si rifugiò su una nave italiana raggiungendo la sua residenza privata di Udima nella Cajamarca.
Iglesias decise a questo punto di ritirarsi dalla vita politica e di dedicarsi all'agricoltura, ma il nuovo governo peruviano era intenzionato ad esiliarlo in quanto era proprio dalla sua base di Cajamarca che egli aveva ripetutamente lanciato degli attacchi al governo in passato. Iglesias lasciò il Perù e con la moglie Maria (figlia di Manuel Alonso de Posadas) andarono in esilio in Europa, dapprima a Madrid e poi a Parigi. Nel 1888 il bando contro Iglesias venne annullato e lui e sua moglie furono in grado di fare ritorno in Perù. Il presidente Carceres reintegrò Iglesias come generale e suo personale messaggero.
Alcuni anni dopo, nel 1895, la popolazione di Cajamarca votò Iglesias come senatore, posizione che mantenne sino alla sua morte nel 1909.

### Sepoltura e riesumazione
Al momento della sua morte fu sepolto nel cimitero e lì, il 2 giugno 2011, fu riesumato e portato nella cripta degli eroi video